# 젤송 마르팅스
젤송 다니 바탈랴 마르팅스(포르투갈어: Gelson Dany Batalha Martins, 1995년 5월 11일 ~ )는 카보베르데 출생 포르투갈의 축구 선수로 현재 그리스 수페르리가 엘라다의 올림피아코스에서 미드필더로 뛰고 있으며 양쪽 윙 포지션 모두 소화 가능하다.

## 선수 경력

### 클럽
2014년 자국 2부 리그 소속팀이자 스포르팅 CP 산하 2군팀인 스포르팅 CP B팀에서 데뷔한 후 리그 40경기 6골을 기록하며 2014-15 시즌 리그 5위의 호성적에 기여한 후 1군팀으로 복귀하여 리그컵 2경기를 소화했다.
이후 2015-16 시즌을 기점으로 스포르팅의 주전 미드필더로 발탁된 뒤 2017-18 시즌까지 138경기 27골을 터뜨리며 2015년 포르투갈 슈퍼컵 우승, 2015-16 리그 준우승, 2회 연속 리그 3위(2016-17, 2017-18), 2017-18년 포르투갈컵 준우승, 2017-18년 포르투갈 리그컵 우승, 2017-18년 UEFA 유로파리그 8강 진출 등에 기여했다.
2017-18 시즌 이후 무려 1371억원의 이적료에 스페인 프리메라리가의 아틀레티코 마드리드로 이적하여 2018년 UEFA 슈퍼컵 우승을 경험했지만 2018-19 시즌 12경기의 공식전 출장에 그쳤고 2019년 1월 27일 프랑스 리그 1의 AS 모나코로 임대 이적하여 2018-19년 프랑스 리그컵 4강 진출을 도왔으며 2018-19 시즌 이후 모나코로 완전 이적하여 현재까지 리그 1 2020-21 3위, 2020-21년 프랑스컵 준우승 등의 성적에 기여했다.

### 국가대표팀
포르투갈 U-19 대표팀의 일원으로 21경기 7골을 터뜨리며 2014년 UEFA U-19 축구 선수권 대회 준우승을 이끌었고 이후 이듬해에 열린 2015년 FIFA U-20 월드컵 본선에 참가하여 팀의 8강 진출에 이바지했다.
그 후 2016년 9월 최약체팀인 안도라, 페로 제도와의 2018년 FIFA 월드컵 유럽 지역 예선 B조 2차전과 3차전 경기를 앞두고 포르투갈 A대표팀에 첫 발탁되어 안도라와의 2차전에서 국제 A매치 데뷔전을 치렀다.
그리고 이듬해에 열린 2017년 FIFA 컨페더레이션스컵 5경기(4경기 교체 출전·1경기 선발 출전)에 모두 출전하며 팀의 3위 입상에 기여했고 또 이듬해에 열린 2018년 FIFA 월드컵 본선 엔트리에 합류한 후 모로코와의 B조 조별리그 2차전(1-0 승)에서 월드컵 본선 무대 데뷔전을 가졌으며 현재까지 A매치 통산 21경기에 출전했다.

## 수상

### 클럽
스포르팅 CP
- 프리메이라리가 : 준우승 (2015-16), 3위 (2016-17, 2017-18)
- 포르투갈컵 : 준우승 (2017-18)
- 포르투갈 리그컵 : 우승 (2017-18)

 아틀레티코 마드리드
- UEFA 슈퍼컵 : 우승 (2018)

 AS 모나코
- 리그 1 : 3위 (2020-21)
- 프랑스 리그컵 : 4강 (2018-19)
- 프랑스컵 : 준우승 (2020-21)

### 국가대표팀
포르투갈 U-19
- UEFA U-19 축구 선수권 대회 : 준우승 (2014)

 포르투갈
- FIFA 컨페더레이션스컵 : 3위 (2017)

### 개인
- UEFA U-19 축구 선수권 대회 드림팀 : 2014
- 프리메이라리가 올해의 팀 : 2016, 2017
- UEFA 유로파리그 드림팀 : 2017-18